# Thomas Mansel (Politiker, um 1648)
Thomas Mansel (* um 1648; † 13. Dezember 1684) war ein walisischer Politiker.
Er entstammte der alten walisischen Familie Mansel und war der einzige Sohn von Bussy Mansel, der von seiner Mutter Jane Price Briton Ferry bei Neath in Glamorgan geerbt hatte.
Ab 1663 studierte er am Jesus College in Oxford. 1667 heiratete er Elizabeth, die Tochter und Erbin von Richard Games of Penderin. Durch diese Heirat in eine alte Familie aus Breconshire konnte er bei einer Nachwahl 1678 unangefochten den dortigen Wahlkreis des House of Commons gewinnen. Im Kavalierparlarment wurde er der Opposition zugerechnet, verzichtete jedoch bereits bei der Parlamentswahl im folgenden Jahr zugunsten von John Jeffreys auf eine erneute Kandidatur. Er starb im Alter von 38 Jahren und wurde in der Westminster Abbey bestattet.
Mit seiner Frau hatte er einen Sohn und zwei Töchter:
- Thomas
- Mary
- Elizabeth († 1697) ⚭ Sir Thomas Powell, 1. Baronet, of Broadway, Laugharne, County Carmarthen[2]

Sein Erbe wurde sein Sohn Thomas.